# Gajahmati
Gajahmati is een bestuurslaag in het regentschap Pati van de provincie Midden-Java, Indonesië. Gajahmati telt 1998 inwoners (volkstelling 2010).